# Nico Treep
Jacob Nicolaas (Nico) Treep (Groningen, 17 maart 1896 - Blaricum, 18 juni 1945) was een Nederlands violist en dirigent.
Hij was zoon van Geertruida Louiza Londo en musicus Roelof Treep. Hijzelf was tussen 1921 en 1931 getrouwd met (hoorspel-)actrice Hélène Vink/Madeleine Vink. Op 13 april 1932 hertrouwde Nico Treep met de sopraan Hélène Cals, die in augustus 1937 overleed. Hij overleed op 49-jarige leeftijd en woonachtig in Hilversum in sanatorium Hoog Laren in Blaricum.

## Biografie
Treep groeide op in Groningen. Hij kreeg zijn muziekopleiding tot violist aldaar aan Stedelijke Muziekschool Groningen, docent was Clemens Schröner. Treep werd in Groningen vioolleraar en midden jaren tien van de 20e eeuw dirigent van het Groninger Symphonieorkest/Groninger Orkest Vereniging. In 1918 verhuisde hij naar Amsterdam. Treep was daar vioolleerling van Louis Zimmerman en werd in september 1925 eerste violist van het Hamburg Philharmonisch Orkest (Gesellschaft der Musikfreunde) van Karl Muck.
Treep formeerde eenmaal terug in Nederland voor de Hilversumsche Draadlooze Omroep vanaf januari 1926 een speciaal omroeporkestje om populaire muziek te spelen. Het repertoire bestond grotendeels uit bekende schlagers en operettemelodiën. De omroeporganisatie AVRO transformeerde dit orkestje tot een volwaardig omroeporkest, het HDO-omroeporkest. Dit orkest bestond grotendeels uit muzikanten van de bioscoop Theater Tuschinski, die door de komst van de geluidsfilm werkloos dreigden te worden.
Voor de AVRO radio speelde pianist Cor de Groot op 6 juni 1937 het vijfde pianoconcert van Ludwig van Beethoven, de begeleiding lag in handen van het AVRO-Orkest onder leiding van Nico Treep. Hij leidde het omroeporkest tot en met 1942, vanaf ongeveer half juli 1941 voor de Nederlandsche Omroep.

## Discografie
78 toeren platen
| Titel          | Nummers                        | Label    | Labelnummer | Matrijsnummer        |
| -------------- | ------------------------------ | -------- | ----------- | -------------------- |
| Herzwunder     | Herzwunder                     | Columbia | D 17209     | A: FX 194; B: FX 195 |
| Faust          | Balletmuziek deel 3            | Columbia | D 17204     | A: FX 192; B: FX 193 |
| Tausenkünstler | The diplomat march             | Columbia | D 17207     | A: FX 186; B: FX 207 |
| Faust          | Balletmuziek deel 1            | Columbia | D 17203     | A: FX 190; B: FX 191 |
| Le roi l'a dit | Hongaarsche Blijspel Ouverture | Columbia | D 17205     | A: FX 189; B: FX 204 |

## Composities
- Valse triste, voor orkest
- Koning Midas heeft ezelsoren, muziek bij het hoorspel van Willem Vogt, voor orkest
- Fantasie over het Limburgsch volkslied, voor orkest
- AVRO-marsch